# 森特拉納 (阿拉斯加州)
森特拉納（英語：Suntrana）是位於美國阿拉斯加州迪納利自治市鎮的一個非建制地區。該地的面積和人口皆未知。

## 地理
森特拉納的座標為63°51′15″N 148°50′54″W / 63.85417°N 148.84833°W，而該地的平均海拔高度為446米（即1463英尺）。